# Helena Wolińska-Brus

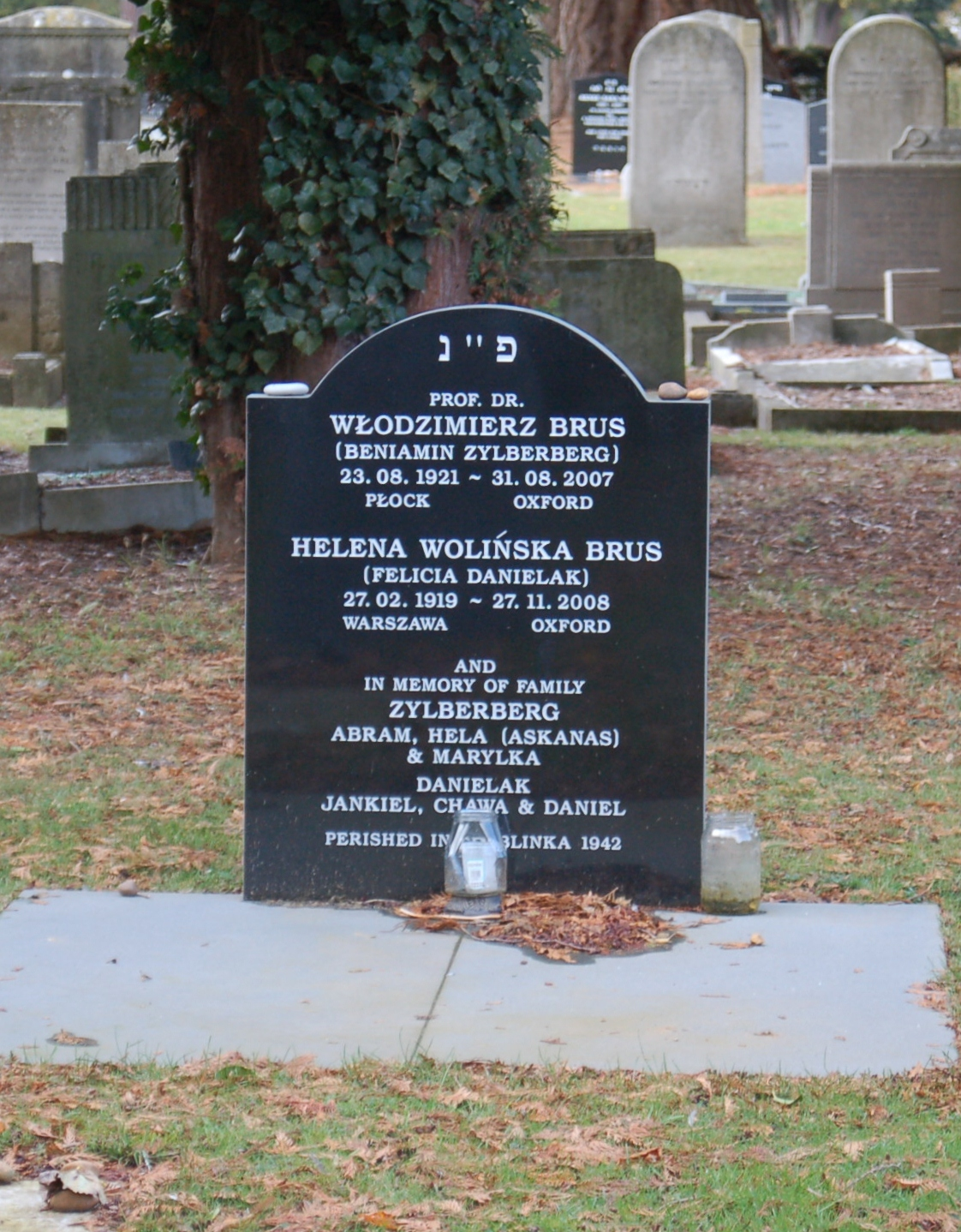
Její hrob v Anglii (židovská část; 'Wolvercote Cemetery', Oxford)

Helena Wolińska-Brus, narozena jako Felicja (Fajga) Mindla Danielak (27. února 1919, Varšava, Polsko – 26. listopadu 2008, Oxford, Spojené království) byla polská komunistická prokurátorka židovského původu. Účastnila se monstrprocesů 50. let, které skončily uvězněním nebo smrtí mnoha lidí nepohodlných tehdejšímu režimu, včetně klíčových postav Zemské armády. O místo prokurátorky přišla v období reforem v roce 1956. V roce 1968 se odstěhovala do Velké Británie.
V letech 1999–2008 polský Institut národní paměti třikrát žádal Velkou Británii o její vydání, ale marně. Polská strana uváděla, že Wolińská je zodpovědná za vykonstruování důkazů, na jejichž základě byl popraven hrdina polského protinacistického odboje August Emil Fieldorf či uvězněno dalších 24 představitelů odboje. Britská strana však protiargumentovala jejím pokročilým věkem a délkou doby, která uběhla od spáchání údajných zločinů.
V lednu 2006 jí byla nicméně zastavena penze prokurátorky a téhož roku jí tehdejší prezident Lech Kaczyński odebral vysoký polský Řád Polonia Restituta, který získala od komunistických úřadů v roce 1954. Když v listopadu 2008 ve věku 89 let zemřela, byla pohřbena při soukromém obřadu dva dny před avizovaným datem pohřbu.

## Osobní život
Jejím manželem se stal ekonom a reformistický marxista Włodzimierz Brus (narozen jako Beniamin Zylberberg, 1921–2007). Za války skončila ve varšavském ghettu, odkud se jí podařilo uprchnout. V roce 1942, když se domnívala, že její manžel zemřel, se provdala za Franciszka Jóźwiaka. O dva roky později se však s Brusem – který stejně jako ona přišel za války o celou rodinu – znovu setkali. V roce 1956 se znovu vzali. Po roce 1968 Polsko opustili a zbytek života strávili ve Velké Británii, kde se Brus stal profesorem ekonomie na univerzitě v Oxfordu.

## Ve filmu
Život Heleny Wolińské se stal volnou předlohou postavy tety Wandy ve filmu Ida polského režiséra Pawła Pawlikowského. Ztvárnila ji polská herečka Agata Kulesza.
Pawlikowski se s Helenou Wolińskou v Oxfordu v 80. letech osobně seznámil, aniž tušil něco o její minulosti. Působila na něj jako „srdečná a velkorysá žena“. Asi o deset let později slyšel ve zprávách, že polská vláda žádá o její vydání na základě obvinění ze zločinů proti lidskosti. „Byl to pro mě šok, nešlo mi to na rozum – tahle ironická žena, kterou jsem znal, že byla bezskrupulózní fanatickou stalinistickou popravčí? Tento paradox mě pak po léta pronásledoval," uvedl Pawlikowski.